# El Tráfico
El Tráfico, conosciuto anche come Derby di Los Angeles, è la rivalità calcistica che intercorre tra le due squadre della Major League Soccer con sede a Los Angeles, il LA Galaxy e il Los Angeles FC. L'origine del nome della stracittadina nasce da un'ironica e intenzionale storpiatura del termine clásico, parola che nei paesi ispanofoni assume spesso il significato di derby, mischiato al traffico che notoriamente congestiona le vie cittadine della metropoli californiana.
È la seconda stracittadina di Los Angeles nella storia della MLS, nata sulle ceneri del SuperClasico tra LA Galaxy e Chivas USA, nonché uno dei soli due derby cittadini della MLS assieme all'Hudson River Derby tra il N.Y. Red Bulls e il New York City.

## Storia
Il Los Angeles FC fu fondato nel 2014, poco dopo il fallimento del Chivas, ed entrò nella lega nel 2018. Memorabile fu il primo derby della storia, disputato allo StubHub Center il 31 marzo 2018. Con LAFC a punteggio pieno e in vantaggio per 3-0 a mezz'ora dalla fine, i Galaxy ribaltarono il risultato fino a vincere per 4-3 a seguito di una doppietta decisiva di Zlatan Ibrahimović, subentrato nel secondo tempo, al suo debutto con i Galaxy. Sempre Ibrahimović è stato il primo giocatore a segnare una tripletta, per giunta perfetta (ossia con gol di destro, di sinistro e di testa), nella storia di questo derby, nella vittoria interna per 3-2 dei Galaxy il 19 luglio 2019.
Il primo incontro nei playoff della storia tra i due club si è disputato invece il 24 ottobre 2019 al Banc of California Stadium, casa di un LAFC fresco vincitore del Supporters' Shield. In questa occasione, gli oro-neri hanno conquistato il loro primo successo contro i più storici rivali con il pirotecnico risultato di 5-3.

## Risultati
Vittoria LA Galaxy
  Vittoria Los Angeles FC
  Pareggio
| #  | Data       | Competizione       | Stadio                     | In casa        | Risultato | In trasferta   | Marcatori LA Galaxy               | Marcatori Los Angeles FC             | Spettatori |
| -- | ---------- | ------------------ | -------------------------- | -------------- | --------- | -------------- | --------------------------------- | ------------------------------------ | ---------- |
| 1  | 31/03/2018 | MLS 2018           | StubHub Center             | LA Galaxy      | 4 - 3     | Los Angeles FC | Lletget, Pontius, Ibrahimović (2) | Vela (2), Steres (aut.)              | 27 068     |
| 2  | 26/07/2018 | MLS 2018           | Banc of California Stadium | Los Angeles FC | 2 - 2     | LA Galaxy      | Alessandrini, Kamara              | Vela, Nguyen                         | 22 716     |
| 3  | 24/08/2018 | MLS 2018           | StubHub Center             | LA Galaxy      | 1 - 1     | Los Angeles FC | Ibrahimović                       | Vela                                 | 27 068     |
| 4  | 19/07/2019 | MLS 2019           | Dignity Health Sports Park | LA Galaxy      | 3 - 2     | Los Angeles FC | Ibrahimović (3)                   | Vela (2)                             | 27 088     |
| 5  | 25/08/2019 | MLS 2019           | Banc of California Stadium | Los Angeles FC | 3 - 3     | LA Galaxy      | Ibrahimović (2), Pavón            | Blessing (2), Vela                   | 22.757     |
| 6  | 24/10/2019 | MLS 2019 playoff   | Banc of California Stadium | Los Angeles FC | 5 - 3     | LA Galaxy      | Pavón, Ibrahimović, Feltscher     | Vela (2), Rossi, Diomande (2)        | 22.902     |
| 7  | 18/07/2020 | MLS is Back        | ESPN Sports Complex        | Los Angeles FC | 6 - 2     | LA Galaxy      | Blessing (aut.), Pavón            | Rossi (4), Wright-Phillips, El Monir | 0          |
| 8  | 22/08/2020 | MLS 2020           | Banc of California Stadium | Los Angeles FC | 0 - 2     | LA Galaxy      | Zubak, Lletget                    |                                      | 0          |
| 9  | 06/09/2020 | MLS 2020           | Dignity Health Sports Park | LA Galaxy      | 3 - 0     | Los Angeles FC | Pavón, Lletget (2)                |                                      | 0          |
| 10 | 25/10/2020 | MLS 2020           | Banc of California Stadium | Los Angeles FC | 2 - 0     | LA Galaxy      |                                   | Musovski, Vela                       | 0          |
| 11 | 08/05/2021 | MLS 2021           | Dignity Health Sports Park | LA Galaxy      | 2 - 1     | Los Angeles FC | Chicharito, J. Dos Santos         | Rossi                                | 7 193      |
| 12 | 28/08/2021 | MLS 2021           | Banc of California Stadium | Los Angeles FC | 3 - 3     | LA Galaxy      | Joveljić (2), Cabral              | Arango, Rodríguez (2)                | 22 032     |
| 13 | 03/10/2021 | MLS 2021           | Dignity Health Sports Park | LA Galaxy      | 1 - 1     | Los Angeles FC | Grandisir                         | Fall                                 | 25 174     |
| 14 | 09/04/2022 | MLS 2022           | Dignity Health Sports Park | LA Galaxy      | 2 - 1     | Los Angeles FC | Chicharito, Coulibaly             | Arango                               | 25 174     |
| 15 | 25/05/2022 | U.S. Open Cup 2022 | Dignity Health Sports Park | LA Galaxy      | 3 - 1     | Los Angeles FC | Cabral, Chicharito, Joveljić      | Hollingshead                         | 24 174     |
| 16 | 08/07/2022 | MLS 2022           | Banc of California Stadium | Los Angeles FC | 3 - 2     | LA Galaxy      | Grandsir, Raveloson               | Cifuentes (2), Arango                | 22 231     |
| 17 | 20/10/2022 | MLS 2022 playoff   | Banc of California Stadium | Los Angeles FC | 3 - 2     | LA Galaxy      | Grandsir, Joveljić                | Bouanga (2), Arango                  | 22 305     |
| 18 | 16/04/2023 | MLS 2023           | Dignity Health Sports Park | LA Galaxy      | 2 - 3     | Los Angeles FC | Boyd, Delgado                     | Vela (2), Hollingshead               | 27 154     |
| 19 | 23/05/2023 | U.S. Open Cup 2023 | BMO Stadium                | Los Angeles FC | 0 - 2     | LA Galaxy      | Boyd, Puig                        |                                      | 16 362     |
| 20 | 04/07/2023 | MLS 2023           | Rose Bowl                  | LA Galaxy      | 2 - 1     | Los Angeles FC | Boyd, Puig                        | Sánchez                              | 82 110     |
| 21 | 16/09/2023 | MLS 2023           | BMO Stadium                | Los Angeles FC | 4 - 2     | LA Galaxy      | Sharp, Yoshida                    | Bouanga (2), Hollingshead, Tillman   | 22 132     |
| 22 | 06/04/2024 | MLS 2024           | BMO Stadium                | Los Angeles FC | 2 - 1     | LA Galaxy      | Aude                              | Tillman, Bouanga                     | 22 321     |
| 23 | 04/07/2024 | MLS 2024           | Rose Bowl                  | LA Galaxy      | 1 - 2     | Los Angeles FC | Gabriel Pec                       | Kamara, Bouanga                      | 70 076     |
| 24 | 14/09/2024 | MLS 2024           | Dignity Health Sports Park | LA Galaxy      | 4 - 2     | Los Angeles FC | Joveljić (2), Cerrillo, Puig      | Bogusz, Bouanga                      | 25 174     |
| 25 | 18/05/2025 | MLS 2025           | Dignity Health Sports Park | LA Galaxy      |           | Los Angeles FC |                                   |                                      |            |
| 26 | 19/07/2025 | MLS 2025           | BMO Stadium                | Los Angeles FC |           | LA Galaxy      |                                   |                                      |            |

## Statistiche

### Incontri
Aggiornate al 14 settembre 2024
|                    | Partite | Vittorie LA Galaxy | Pareggi | Vittorie Los Angeles FC | Reti LA Galaxy | Reti Los Angeles FC |
| ------------------ | ------- | ------------------ | ------- | ----------------------- | -------------- | ------------------- |
| MLS regular season | 18      | 8                  | 5       | 5                       | 36             | 34                  |
| MLS playoff        | 2       | 0                  | 0       | 2                       | 5              | 8                   |
| U.S. Open Cup      | 2       | 2                  | 0       | 0                       | 5              | 1                   |
| MLS is Back        | 1       | 0                  | 0       | 1                       | 2              | 6                   |
| Totale             | 23      | 10                 | 5       | 8                       | 48             | 49                  |

### Titoli
| Squadra        | MLS | Supporters' Shield | U.S. Open Cup | CONCACAF C. C. | Totale |
| -------------- | --- | ------------------ | ------------- | -------------- | ------ |
| LA Galaxy      | 6   | 4                  | 2             | 1              | 13     |
| Los Angeles FC | 1   | 2                  | 1             | 0              | 4      |

## Cannonieri
Aggiornate al 14 settembre 2024.
| Pos. | Nome               | Squadra        | Gol |
| ---- | ------------------ | -------------- | --- |
| 1    | Carlos Vela        | Los Angeles FC | 12  |
| 2    | Zlatan Ibrahimović | LA Galaxy      | 9   |
| 3    | Denis Bouanga      | Los Angeles FC | 7   |
| 4    | Diego Rossi        | Los Angeles FC | 6   |
| 4    | Dejan Joveljić     | LA Galaxy      | 6   |
| 5    | Cristian Pavón     | LA Galaxy      | 4   |
| 5    | Sebastian Lletget  | LA Galaxy      | 4   |
| 5    | Cristian Arango    | Los Angeles FC | 4   |
| 6    | Javier Hernández   | LA Galaxy      | 3   |
| 6    | Samuel Grandsir    | LA Galaxy      | 3   |
| 6    | Tyler Boyd         | LA Galaxy      | 3   |
| 6    | Riqui Puig         | LA Galaxy      | 3   |
| 6    | Ryan Hollingshead  | Lon Angeles FC | 3   |